# Morley College
Morley College es un centro especializado en la educación de adultos y la formación continua en Londres, Inglaterra. El colegio tiene tres campus principales, uno en Waterloo, en South Bank, y dos en el oeste de Londres, concretamente en North Kensington y en Chelsea, estos dos últimos unidos tras una fusión con el Kensington and Chelsea College en 2020. También hay centros más pequeños que forman parte del colegio en otros lugares. El Morley College es también una organización benéfica registrada según la legislación inglesa. Fue fundado originalmente en la década de 1880 y cuenta con una población estudiantil de 17.000 alumnos adultos (a fecha de 2020). Ofrece cursos en una amplia variedad de campos, como arte y diseño, moda, idiomas, teatro, danza, música, salud y humanidades.

## Historia

### Universidad de hombres y mujeres trabajadores de Morley

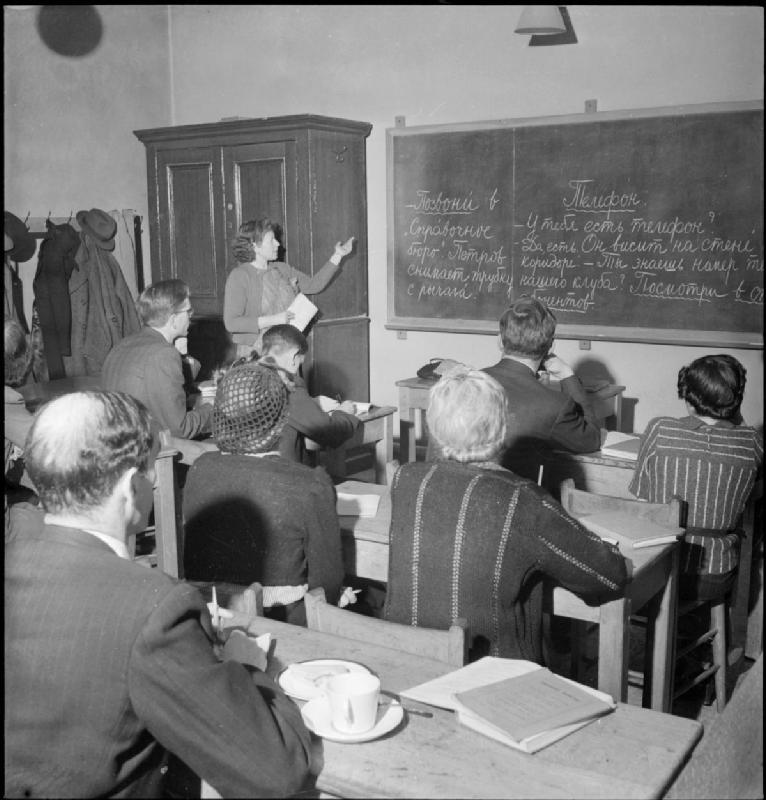
Estudiantes en Morley College en 1944

A principios de la década de 1880, la filántropa Emma Cons y sus partidarios se hicieron cargo del Royal Victoria Hall (el "Old Vic"), una casa de melodrama borracho y ruidoso, y lo convirtieron en el Royal Victoria Coffee and Music Hall para ofrecer entretenimiento barato "purificado de insinuaciones en palabras y acciones". El programa incluía turnos de music-hall con recitales de ópera, reuniones de temperancia y, a partir de 1882, conferencias todos los martes a cargo de eminentes científicos.
El entusiasmo local por estas "conferencias de un centavo" y el éxito en la captación de importantes fondos filantrópicos, llevaron en 1889 a la apertura del Morley Memorial College for Working Men and Women. El colegio se fundó gracias a una donación de Samuel Morley, diputado por Nottingham y posteriormente por Bristol. Samuel Morley está enterrado en el Dr. Watts' Walk, en el cementerio de Abney Park, en Stoke Newington, Londres.
El Colegio funcionaba por separado del Teatro, pero celebraba sus clases y reuniones de estudiantes entre bastidores y en los camerinos del teatro. Ambos se separaron en la década de 1920, cuando Lilian Baylis, sobrina y sucesora de Emma, recaudó fondos para adquirir un local independiente en las cercanías. Atrajo a algunas celebridades intelectuales como Virginia Woolf.
Alrededor de la misma época en que se fundó el Morley College (hacia la década de 1880), la preocupación por la educación de los trabajadores llevó a la creación de otras instituciones en el sur de Londres, como la precursora de la South London Gallery.
El edificio original del colegio victoriano fue ampliado por Sir Edward Maufe en 1937. El edificio victoriano fue destruido en el bombardeo de 1940, pero la ampliación de Maufe de la década de 1930 sobrevivió. Los restos del edificio victoriano se despejaron y en 1958 se terminó un nuevo edificio universitario diseñado por Charles Cowles-Voysey y Brandon Jones, que fue inaugurado por la Reina Isabel, la Reina Madre. Fue decorado con murales de Edward Bawden, John Piper (artista) y Martin Froy. En 1973 se construyó una nueva extensión de muro cortina de bronce, diseñada por John Winter, y en 1982 otra revestida de acero corrugado, en el lado oriental del King Edward's Walk.

### Sloane School
El Sloane School contaba con unos 500 alumnos y era una grammar school en Hortensia Road, en Chelsea. Lleva el nombre de Sir Hans Sloane (1660–1753), que dio nombre a Sloane Square en 1771. La biblioteca de la escuela fue inaugurada el 25 de noviembre de 1931 por Sir Hugh Walpole. Fue administrada por el Consejo del Condado de Londres. Desde 1929 hasta 1961, el director de la escuela fue Guy Boas (9 de diciembre de 1896 – 26 de marzo de 1966), quien animó aclamadas producciones de Shakespeare. La revista del colegio era The Cheynean.
La Sloane School se fusionó en 1970 con la cercana Carlyle School para convertirse en la Pimlico Comprehensive School, y en la Pimlico Academy desde 2008. Los edificios se convirtieron en el Chelsea Secondary School. Luego pasó a formar parte del Kensington and Chelsea College en 1990.

#### Alumnos notables
- Cyril Aldred (1914-1991), historiador del arte
- Dr. Anthony Blowers CBE, Comisario de la Comisión de la Ley de Salud Mental, 1987-95
- Geoffrey Bowler, director general de Sun Alliance & London Insurance Group, 1977-87
- Frank Branston (1939-2009), periodista
- Sir Frederick Burden (1905-1987), diputado conservador por Gillingham, 1950-83
- David Ca[3] miner, analista de sistemas; ayudó a diseñar LEO, el primer ordenador empresarial del mundo[4]
- Spartacus Chetwynd (nacido en 1973), artista nominado al Premio Turner
- John Creasey, escritor
- Andrew Crowcroft, psiquiatra
- Dr. William Davies CBE, director del Institute of Grassland and Environmental Research, 1949-64; presidente de la British Grassland Society, 1948-49 y 1960-61
- Tony Dyson
- Gordon East, catedrático de Geografía en Birkbeck, Universidad de Londres, 1947-70; Presidente del Royal Geographical Society, 1959-60
- John Fraser, diputado laborista por Norwood, 1966-97
- Profesor Reg Garton, catedrático de Espectroscopia en el Imperial College de Londres, 1964-79; descubrió la estructura cuadrática de Zeeman en los espectros atómicos; trabajó en la autoionización de los átomos
- Stephen Greif, actor
- Steve Hackett, músico
- Johnny Harris, actor
- Profesor Sir Peter Hirsch, catedrático de metalurgia Isaac Wolfson de la Universidad de Oxford, 1966-92
- Profesor E. R. Huehns, catedrático de hematología del University College de Londres, 1975-90 descubrió la hemoglobina embrionaria
- George Innes, actor
- Donald James, nacido Donald Wheal, autor
- Alan Johnson, diputado laborista por Kingston upon Hull West y Hessle desde 1997
- Rhys Gerran Lloyd, Baron Lloyd of Kilgerran, liberal
- Malcolm Macdonald, futbolista
- John Martin-Dye, nadador en los Juegos Olímpicos de 1960 y 1964
- Coronel Donald McMillan CB OBE, Presidente de Cable & Wireless, 1967-72
- Sir Bernard Miller, Presidente de John Lewis Partnership, 1955-72
- Cyril Morgan OBE, Secretario de la Institución de Ingenieros Estructurales, 1961-82
- Michael Mullin, vocalista de Modern Romance
- James Page, CBE, Comisario de la City of London Police, 1971-77
- Jeremy Spenser, actor
- James Swarbrick, profesor de farmacia en la Universidad de Carolina del Norte, 1981-93
- Harry Turner, director general de Television South West, 1975-92
- David Wechsler, director ejecutivo del distrito londinense de Croydon, 1993-2007
- Prof. Carel Weight CBE, pintor y profesor de pintura en el Royal College of Art, 1957-73

### Carlyle School
Esta era la escuela femenina análoga de la Sloane School, una grammar school para niñas, cuyos antiguos edificios se convirtieron en la Sloane School, habiendo sido construida en 1908. Sus edificios se ampliaron en 1937 y se inauguraron oficialmente el 4 de febrero de 1938. A partir de 1961, el Sloane School y el Sloane School tienen un órgano de gobierno independiente. Contaba con unas 350 alumnas.

#### Alumnos notables
- Linda Bassett, actriz
- Mary Harron, directora de cine canadiense; salió con Tony Blair, antiguo crítico musical; guionista; dirigió American Psycho, coescribiendo también el guion, y asistió con su hermana Martha, ambas hijas de Don Harron
- Jacqueline Wheldon (1924-1993), escritora

### Universidad Kensington y Chelsea
El Kensington and Chelsea College (KCC) fue creado en 1990, por el Royal Borough de Kensington y Chelsea, a partir de la fusión de partes de dos instituciones anteriores. Inicialmente funcionaba en los antiguos edificios de Sloane y Carlyle School en Chelsea (véase más arriba) y en centros de North Kensington, South Kensington y Notting Hill, junto con un programa de clases nocturnas en Holland Park School. En 1993, el College se convirtió en una corporación independiente de educación continua, tras la aplicación de la Ley de Educación Continua y Superior de 1992.
Cada uno de los tres primeros directores de la escuela contribuyó de forma especial a su desarrollo. Michael Baber, el primer director, sentó las bases para su desarrollo a largo plazo. Dirigió con éxito la transición de Colegio de la Autoridad Local a Corporación de Educación Superior independiente, incluyendo la negociación de la propiedad de los sitios previamente de uso compartido, mientras que el desarrollo de una asociación estratégica con la Autoridad Local (que incluye la prestación de su programa de educación de adultos y la asociación en proyectos de regeneración en el norte de Kensington). Bajo su dirección, el colegio triplicó su tamaño, recibió un informe de inspección positivo y se convirtió en el primer colegio del centro de Londres en lograr el reconocimiento de Investors in People. La segunda directora del colegio, Joanna Gaukroger, fue la impulsora del plan de construcción de un centro emblemático en el emplazamiento de Chelsea, financiado en parte con la venta de parte de los terrenos del colegio. También utilizó su experiencia previa como inspectora para ayudar al Colegio a lograr una inspección exitosa en un momento en que los criterios de inspección se habían vuelto más rigurosos, así como para ampliar el programa de formación profesional del Colegio. Mike Jutsum, el tercer director de la escuela, añadió una nueva e importante dimensión a su trabajo al conseguir contratos para impartir educación en prisiones y en una institución para jóvenes delincuentes en el oeste de Londres. Esto amplió en gran medida su función educativa, a la vez que aumentó significativamente sus ingresos. Aunque el contrato no era permanente, proporcionó un valioso respiro financiero en un momento económico difícil para los colegios a nivel nacional. Fue durante este periodo cuando se completó el nuevo Centro de Chelsea, puesto en marcha por su predecesor. El progreso alcanzado en los años de formación del Colegio se debió claramente a algo más que a unas pocas personas, por muy influyentes que fueran, es decir, a muchos directivos, profesores y personal de apoyo en todo el Colegio y durante muchos años. La contribución de los profesores, en particular, se desprende de los informes de inspección citados anteriormente.
En 2016, el municipio anunció que había comprado el campus de Wornington de la universidad en North Kensington y que planeaba reurbanizar el sitio para viviendas, lo que provocó una amplia oposición de la comunidad local. El incendio de la Torre Grenfell al año siguiente causó más problemas, ya que el edificio fue utilizado por los supervivientes del mortal incendio. Otras campañas y críticas al consejo llevaron a su venta del campus universitario al gobierno en 2019, con una pérdida de 18 millones de libras. El futuro a largo plazo del colegio se aseguró en febrero de 2020 cuando se fusionó con el Morley College. Esto fue parte de un acuerdo para asegurar el futuro de la educación de adultos y FE previamente proporcionada por KCC. Los campus de KCC se convirtieron en campus de Morley College.

## Campus e instalaciones
El campus principal del Morley College está situado en el distrito londinense de Waterloo, en el South Bank. Sus edificios ocupan terrenos a ambos lados del límite entre los borough de Londres de Southwark y Lambeth. Entre 2017 y 2019, el Colegio se sometió a una amplia reforma de la entrada principal del edificio, incluyendo un nuevo vestíbulo y la estación de Radio Morley. El Morley college London comenzó a ofrecer cursos en el Stockwell Centre en septiembre de 2017.
Junto a ellos se encuentran el Chelsea Centre en Hortensia Road, en el distrito de Chelsea/West Brompton, y el North Kensington Centre (antes Wornington Centre) en North Kensington, ambos pasan a formar parte del Morley College tras su fusión con el Kensington and Chelsea college.
En 2017 se inauguró el nuevo campus Stockwell Centre del Morley College, cerca de la estación de metro de Stockwell.

### Galería Morley
La Galería Morley se inauguró en 1968 como parte del Centro de Artes del Morley College. El Centro de Artes, situado en un antiguo pub adyacente al edificio principal del College, cuenta con un estudio de pintura y dibujo y un estudio de grabado en las plantas primera, segunda y tercera. La Galería Morley ocupa toda la planta baja con seis imponentes ventanas que dan a Westminster Bridge Road y King Edward Walk, Londres, SE1.
La Galería presenta entre ocho y doce exposiciones al año, cada una de las cuales tiene una duración media de un mes. El programa anual de exposiciones suele incluir muestras de pintura, grabado, escultura, fotografía, cerámica, textiles, instalaciones, arte digital y sonoro de artistas y grupos independientes. En los últimos 40 años han expuesto en la galería muchos artistas de alto nivel, como las exposiciones individuales de Peter Blake Cabinet of Curiosities y varias muestras de Maggi Hambling, incluida la aclamada Father.
La Galería Morley es una parte integral de la vida del Colegio y hay un fuerte compromiso para exponer el trabajo realizado por los estudiantes de Morley. Para algunos estudiantes, como los del Taller Avanzado de Pintura y el Taller Avanzado de Textiles, exponer en la Galería Morley constituye una parte importante de su año académico.
La Galería supervisa una impresionante colección de arte permanente en todo el Colegio. Ésta incluye una sorprendente pintura temprana de Bridget Riley en el vestíbulo, un gran cuadro de John Piper en el auditorio Gustav Holst y retratos de los directores del Colegio pintados por Maggi Hambling. La señorita Hambling ha sido un miembro muy apreciado del personal docente del Colegio desde la década de 1970.
La entrada a las exposiciones es gratuita y las charlas de los artistas en la galería también lo son.

## Departamentos

### Departamento de Música
Gustav Holst fue director de música del colegio de 1907 a 1924 y su sala principal de música lleva su nombre.
Michael Tippett fue director de música del Morley College de 1940 a 1951. Su primera relación con el colegio fue como director de una orquesta de músicos en paro, que estrenó una de sus primeras obras más queridas, el Concierto para doble orquesta de cuerda.
El Coro de Cámara de Morley, la Orquesta de Cámara de Morley y el Coro del Colegio de Morley son grupos musicales consolidados dentro del Colegio.

#### Miembros notables
- Cornelius Cardew
- Margaret Drabble
- Martino Tirimo
- John Gardner
- Walter Goehr
- Gustav Holst
- Anthony Milner
- Amber Reeves
- Mátyás Seiber
- Dorothy Strutt
- Michael Tippett
- Ralph Vaughan Williams
- Virginia Woolf

### Departamento de Interpretación
El departamento de arte dramático comenzó en las salas de ensayo del Old Vic Theatre. Las clases siguieron impartiéndose allí hasta 2004, aunque ahora la mayoría de las clases de teatro se imparten en el edificio principal de Westminster Bridge Road.
El colegio fue el escenario de los primeros experimentos de teatro de improvisación cuando Keith Johnstone trajo a su compañía del Royal Court Theatre Studio (que más tarde se convertiría en el Theatre Machine) para demostrar sus ideas a su clase de teatro contemporáneo.
Los cursos incluían la actuación para principiantes absolutos, clases más avanzadas, que conducían a un curso de estudio de actuación con audiciones de un año de duración, del que se esperaba que los estudiantes pasaran a escribir, dirigir y producir su propio teatro.
El departamento también se combinó con el departamento de educación del Shakespeare's Globe Theatre para impartir el curso "Groundlings on Stage".
La Escuela de Teatro tuvo éxito durante los años 80 y principios de los 90 bajo la dirección de Paul A. Thompson (que fue dramaturgo residente de la Royal Shakespeare Company en 1977 y del National Theatre de 1977 a 1979) y Brian Croucher (que interpretó varios papeles en programas de televisión como EastEnders, Blake's 7, Doctor Who, The Bill, Casualty, Doctors y Edge of Darkness).
El Acting Studio fue especialmente prolífico bajo la tutela de Craig Snelling, entre 1993 y 2005, periodo durante el cual se formaron al menos una docena de compañías teatrales que pasaron a producir obras en varios teatros de los locales del London Fringe.
Entre las compañías que produjeron obras en 2005 se encuentran: Short and Girlie, Bedlamb, Twice as Loud, Mulabanda Productions y Acting the Goat.

#### Miembros notables
- John Cox
- Brian Croucher
- Gustav Holst
- Ewan Hooper
- Keith Johnstone
- Craig Snelling
- Paul A. Thompson

#### Alumnos notables
- Geoff Bell
- Johnny Harris
- Abi Titmuss

### Departamento de Arte y Diseño
Morley cuenta con estudios de arte y diseño especializados en cerámica, diseño digital, diseño de moda y confección, joyería, escultura y grabado.